# Diménhydrinate
Le dimenhydrinate ou diménhydrinate est une substance chimique de la famille des éthanolamines.
C'est un médicament qui possède plusieurs propriétés :
- antihistaminique H1 de première génération (qui provoque une certaine somnolence par son effet anticholinergique) ;
- antiémétique (contre les nausées) ;
- sédatif.

Il n'est plus guère utilisé aujourd'hui dans la prévention des allergies mais continue d'être en vente libre utilisé pour traiter le mal des transports.

## Chimie
Il est étroitement lié à la diphenhydramine HCl. La teneur les différencie (50 mg dimenhydrinate contiennent 29 mg de diphenhydramine), leur délai d’action (le dimenhydrinate doit être dissocié en diphenhydramine dans le corps avant d’être actif, c’est pourquoi les effets de la diphenhydramine se produisent plus tôt), ainsi que leur degré de sédation. Chimiquement, le dimenhydrinate est le sel de deux molécules : diphenhydramine(+) et 8-chlorothéophyllinate(–). Le chlorothéophyllinate est une forme chlorée de la théophylline. La chloration fournit la charge nécessaire pour s’associer à la diphenhydramine sous forme solide.
La théophylline est proche de la caféine et de la théobromine, stimulants bénins du système nerveux central. L’idée initiale lors de la conception du dimenhydrinate, la combinaison des effets anti-émétiques de la diphenhydramine avec un stimulant, avait pour but de mitiger l’extrême somnolence induite par la diphenhydramine. En réalité, la sédation causée par la diphenhydramine est substantiellement plus forte que la stimulation causée par le chlorothéophyllinate. La diphenhydramine, anti-histamine de la classe des éthanolamines, se trouve dans certains inducteurs de sommeil et préparations anti-allergiques. Elle est au départ un H1-antagoniste, mais possède également un effet antimuscarinique. Elle est utilisée pour prévenir la nausée et l’émésie, bien que le développement de la méclozine, ou méclizine, ait remplacé son usage, notamment parce que la méclozine produit une somnolence moins marquée.

## Usage détourné et récréatif
Certaines personnes prennent plus que la dose recommandée de dimenhydrinate afin d’atteindre un état long et intense de délire anticholinergique.
D’une manière générale, la dose hallucinogène minimum est approximativement 250 mg. Les effets mentaux sont généralement décrits comme « un rêve éveillé » impliquant hallucinations visuelles et auditives qui, contrairement à d’autres psychédéliques, ne peuvent souvent pas être distingués de la réalité. Les usagers signalent souvent un important effet secondaire très désagréable d’empoisonnement au tropane : assèchement buccal et oculaire, tachycardie, somnolence, insomnie et malaise extrême. Ceci provient de l’antagonisme du récepteur muscarinique dans le système nerveux central et autonome, inhibant ainsi les chemins de la transduction de signaux. Les usagers signalent également une amnésie extrême à court-terme, s'amenuisant avec les effets physiques.
Dans le système nerveux central, la diphenhydramine traverse facilement la barrière hémato-encéphalique, exerçant des effets dans le cortex visuel et auditif. D’autres effets sur le système nerveux central surviennent dans le système limbique et l'hippocampe, causant confusion et amnésie temporaire. La toxicité se manifeste aussi dans le système nerveux autonome, primairement à la jonction neuromusculaire, résultant en ataxie, syndrome extrapyramidal ainsi qu'en une altération de la jonction sympathique post-ganglionique, causant rétention urinaire, dilatation pupillaire, tachycardie, sécheresse de la peau et des membranes muqueuses. Une overdose considérable peut mener à un infarctus du myocarde, troubles du rythme ventriculaire, coma et mort. En raison des effets secondaires, l’abus d’antihistaminiques de la classe des éthanolamines demeure relativement faible.

## Usage vétérinaire
Le dimenhydrinate est utilisé avec succès en tant qu'antiémétique et sédatif pour les animaux de compagnie. La dose suggérée varie en fonction de la masse de l'animal, la durée de l’effet étant de huit heures.